# Mathias Norsgaard
Mathias Norsgaard Jørgensen (Silkeborg, Dinamarca, 5 de maio de 1997) é um ciclista profissional dinamarquês que compete na equipa Movistar Team.
Sua irmã Emma Cecilie também é ciclista profissional.

## Palmarés
- 2017
- Chrono des Nations sub-23

- 2018
  - 3.º no Campeonato Mundial Contrarrelógio sub-23 [2]
- Chrono des Nations sub-23

- 2019
  - 1 etapa do Tour de l'Avenir[3]
- Duo Normando (junto a Rasmus Quaade)

- 2021
  - 3.º no Campeonato da Dinamarca em Estrada

## Equipas
- SEG Racing Academy (2016)
- Team Giant-Castelli (2017)
- Riwal (2018-2019)
  - Riwal CeramicSpeed Cyclng Team (2018)
  - Riwal Readynez Cycling Team (2019)
- Movistar Team[4] (2020-)